# Martin Kove
Martin Kove (Brooklyn, New York, 1946. március 6. –) amerikai színész.
Legismertebb alakításait a mozivásznon a Karate kölyök-filmekben (1984–1989), a Rambo II.-ben (1985), illetve egyéb, harcművészeti és akciófilmekben nyújtotta. Fontosabb televíziós és internetes sorozatszerepei közé tartozik a Cagney és Lacey, a Nehéz napok egy Föld nevű bolygón és a Karate kölyök-filmek 2010-es években indult folytatása, a Cobra Kai.

## Élete és pályafutása
Brooklynban született, zsidó származású szülők egyetlen gyermekeként.
A Karate kölyök (1984) című filmmel és annak két folytatásával vált ismert színésszé, mint John Kreese, a Cobra Kai karateiskola gátlástalan és pszichopata mestere. Emlékezetesebb mellékszerepe volt az 1985-ös Rambo II. című akciófilmben. Kove – aki a Karate kölyök című film forgatása előtt karatét tanult és később fekete övet is szerzett – a későbbiekben számos akció- és harcművészeti filmben szerepelt, köztük az 1992-es Mindhalálig harcosok című filmben, Bolo Yeung oldalán. Kevin Costner 1994-es Wyatt Earp című westernfilmjében szintén volt egy kisebb szerepe.
A mozivászon mellett olyan televíziós sorozatokból ismert, mint a Cagney és Lacey és a Nehéz napok egy Föld nevű bolygón. Vendégszereplőként tűnt fel többek között a Kojak, a San Francisco utcáin, a Kung fu: A legenda folytatódik, a Walker, a texasi kopó és a Herkules epizódjaiban.
Évtizedekkel a Karate kölyök megjelenése után, a Cobra Kai című, 2018-ban indult websorozat első évadának utolsó epizódjában Kove egy cameoszerep erejéig ismét Kreese bőrébe bújt. A sorozat 2019-ben bemutatott, második évadától kezdve már állandó negatív szereplőként tűnik fel.
2019-ben kisebb szerepet kapott Quentin Tarantino Volt egyszer egy Hollywood című filmjében.

## Filmográfia

### Film
| Év   | Magyar cím                 | Eredeti cím                               | Szerep                | Magyar hang          |
| ---- | -------------------------- | ----------------------------------------- | --------------------- | -------------------- |
| 1971 | Szellemtanú                | Little Murders                            | ismeretlen szerep     |                      |
| 1971 |                            | Women in Revolt                           | Marty                 |                      |
| 1972 |                            | Savages                                   | Archie                |                      |
| 1972 | Az utolsó ház balra        | The Last House on the Left                | rendőr                |                      |
| 1973 | Rendőrvicc                 | Cops and Robbers                          | mentős                |                      |
| 1975 |                            | The Wild Party                            | szerkesztő            |                      |
| 1975 | Capone                     | Capone                                    | Pete Gusenberg        | Kiss Gábor           |
| 1975 | Halálos futam 2000         | Death Race 2000                           | Nero, a hős           |                      |
| 1975 | Kamionőrület               | White Line Fever                          | Clem                  | Csonka András        |
| 1976 |                            | The Four Deuces                           | Smokey Ross           |                      |
| 1977 | A fehér bölény             | The White Buffalo                         | Jack McCall           |                      |
| 1979 |                            | Seven                                     | Skip                  |                      |
| 1982 |                            | Blood Tide                                | Neil Grice            |                      |
| 1984 | Karate kölyök              | The Karate Kid                            | John Kreese szenszei  | Szabó Sipos Barnabás |
| 1984 | Karate kölyök              | The Karate Kid                            | John Kreese szenszei  | Megyeri János        |
| 1984 | Karate kölyök              | The Karate Kid                            | John Kreese szenszei  | Epres Attila         |
| 1985 | Rambo II.                  | Rambo: First Blood Part II                | Ericson               | Szabó Sipos Barnabás |
| 1986 | Karate kölyök 2.           | The Karate Kid, Part II                   | John Kreese szenszei  | Megyeri János        |
| 1986 | Karate kölyök 2.           | The Karate Kid, Part II                   | John Kreese szenszei  | Epres Attila         |
| 1987 | Acélos igazság             | Steele Justice                            | John Steele           | Dörner György        |
| 1989 | Karate kölyök 3.           | The Karate Kid, Part III                  | John Kreese szenszei  | Bognár Tamás         |
| 1989 | A legmagasabb célpont      | President's Target                        | Sam Nicholson         | Jakab Csaba          |
| 1991 |                            | White Light                               | Sean Craig            |                      |
| 1992 | Az árnyékvadász            | Project Shadowchaser                      | Desilva               | Haás Vander Péter    |
| 1992 | Mindhalálig harcosok       | Shootfighter: Fight to the Death          | Mr. Lee               |                      |
| 1994 | Wyatt Earp                 | Wyatt Earp                                | Ed Ross               | Kardos Róbert        |
| 1995 | Frank és Jesse             | Frank & Jesse                             | ismeretlen szerep     | Imre István          |
| 1996 |                            | Timelock                                  | Danny Teegs admirális |                      |
| 1996 | Bérenc                     | Mercenary                                 | Phoenix               |                      |
| 1998 |                            | Nowhere Land                              | Hank                  |                      |
| 2002 | Krokodil 2.                | Crocodile 2: Death Swamp                  | Roland                |                      |
| 2002 |                            | Curse of the Forty-Niner                  | Caleb                 |                      |
| 2003 |                            | Barbarian                                 | Munkar                |                      |
| 2003 | Az ördög lovagja           | Devil's Knight                            | Zeff                  |                      |
| 2005 | Üvegcsapda                 | Glass Trap                                | Corrigan              | Vass Gábor           |
| 2005 |                            | Miracle at Sage Street                    | Jess                  |                      |
| 2006 | Max Havoc: Tűzgyűrű        | Max Havoc: Ring of Fire                   | Reynolds hadnagy      |                      |
| 2007 |                            | The Dead Sleep Easy                       | Bob Depugh            |                      |
| 2008 |                            | Chinaman's Chance: America's Other Slaves | Jones seriff          |                      |
| 2009 | Szex a neten               | Middle Men                                | szenátor              |                      |
| 2010 | Carmen csókja              | Carmen's Kiss                             | Drayton               | Rosta Sándor         |
| 2010 | A hegy hatalma             | The Ascent                                | Lewis                 | Tokaji Csaba         |
| 2011 |                            | Savage                                    | Jack Lund             |                      |
| 2014 |                            | Falcon Song                               | Caspian               |                      |
| 2014 |                            | Eternity: The Movie                       | Barry Goldfield, Sr.  |                      |
| 2014 |                            | Tapped Out                                | Vanhorne igazgató     |                      |
| 2014 |                            | The Extendables                           | Aye Lewis (cameo)     |                      |
| 2015 |                            | The Dog Who Saved Summer                  | Vernon                |                      |
| 2016 |                            | Traded                                    | Cavendish             |                      |
| 2016 |                            | Joker's Wild                              | Graham Palace         |                      |
| 2017 |                            | Bring Me A Dream                          | Jack Miller seriff    |                      |
| 2017 |                            | Paint It Red                              | Scabbs                |                      |
| 2019 | Volt egyszer egy Hollywood | Once Upon a Time in Hollywood             | seriff                | Dézsy Szabó Gábor    |
| 2019 | Veteránkocsma              | VFW                                       | Lou Clayton           | Epres Attila         |

### Televízió

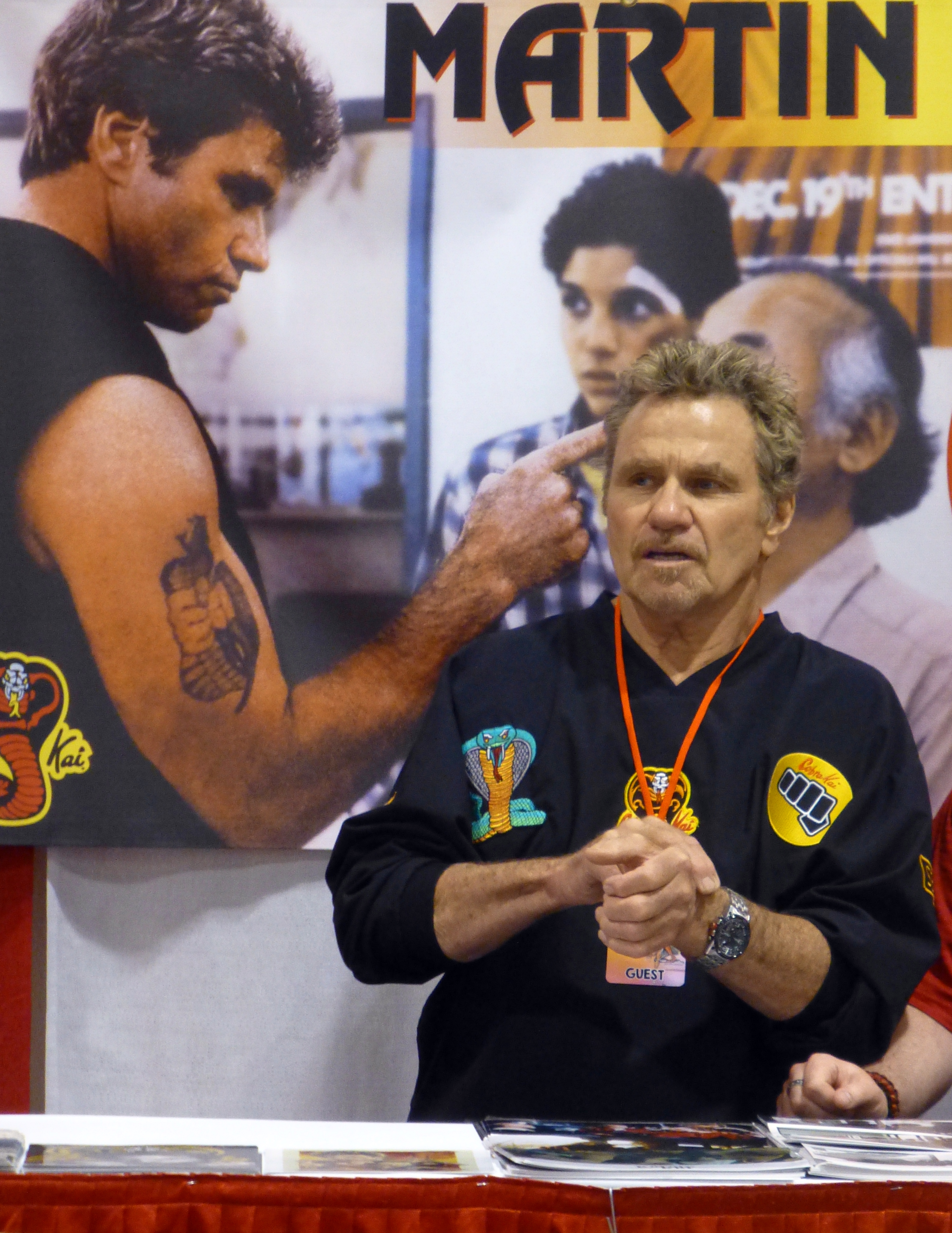
2015-ben (a mögötte lévő plakáton a Karate kölyök című filmben általa megformált John Kreese alakja)

| Év        | Magyar cím                        | Eredeti cím                      | Szerep                      | Megjegyzések                                                                         |
| --------- | --------------------------------- | -------------------------------- | --------------------------- | ------------------------------------------------------------------------------------ |
| 1974      |                                   | Gunsmoke                         | Guthrie                     | 1 epizód                                                                             |
| 1975      |                                   | Three for the Road               | ismeretlen szerep           | 1 epizód                                                                             |
| 1976      | Kojak                             | Kojak                            | Burl Stole                  | 1 epizód                                                                             |
| 1976      | San Francisco utcáin              | The Streets of San Francisco     | Willis Hines                | 1 epizód                                                                             |
| 1977      | Rockford nyomoz                   | The Rockford Files               | Harry Smick                 | 1 epizód                                                                             |
| 1977      |                                   | Code R                           | George Baker                | 12 epizód                                                                            |
| 1977      |                                   | The San Pedro Beach Bums         | ismeretlen szerep           | 1 epizód                                                                             |
| 1977–1978 |                                   | We've Got Each Other             | Ken Redford                 | 5 epizód                                                                             |
| 1978      |                                   | The Incredible Hulk              | Henry "Rocky" Welsh         | 1 epizód                                                                             |
| 1978–1979 |                                   | Barnaby Jones                    | Greg Saunders / Stan Benson | 2 epizód                                                                             |
| 1979      |                                   | Quincy, M.E.                     | Joe Kirby                   | 1 epizód                                                                             |
| 1982      | Kiáltás az idegenekért            | Cry For The Strangers            | Jeff                        | - tévéfilm - magyar hangja: - Sinkovits-Vitay András                                 |
| 1982–1988 | Cagney és Lacey                   | Cagney & Lacey                   | Victor Isbecki              | 113 epizód                                                                           |
| 1985      | Gyilkos sorok                     | Murder, She Wrote                | Dr. Ellison                 | 1 epizód                                                                             |
| 1989      | Nehéz napok egy Föld nevű bolygón | Hard Time on Planet Earth        | Jess                        | főszereplő (13 epizód)                                                               |
| 1993      | Renegade – A fejvadász            | Renegade                         | Mitch Raines / Goliath      | 2 epizód                                                                             |
| 1993–1994 | Kung fu – A legenda folytatódik   | Kung Fu: The Legend Continues    | Chi'Ru mester               | 2 epizód                                                                             |
| 1994      | Cagney és Lacey: A visszatérés    | Cagney & Lacey: The Return       | Victor Isbecki              | tévéfilm                                                                             |
| 1995      | Walker, a texasi kopó             | Walker, Texas Ranger             | Fred Kimble                 | 1 epizód                                                                             |
| 1995      | Herkules                          | Hercules: The Legendary Journeys | Demetrius                   | 1 epizód                                                                             |
| 1997      | Ördögök szigete                   | Assault on Devil's Island        | Andy Powers                 | tévéfilm                                                                             |
| 1998–1999 | Halálbiztos diagnózis             | Diagnosis: Murder                | Walter Newman százados      | 3 epizód                                                                             |
| 2001      | Fekete skorpió                    | Black Scorpion                   | James Ames / Firearm        | 1 epizód                                                                             |
| 2001      | Vissza a csatatérre               | Going Back                       | Brazinski atya              | - tévéfilm - magyar hangja: - Balázsi Gyula                                          |
| 2003      | Rideg valóság                     | Hard Ground                      | Floyd                       | - tévéfilm - magyar hangja: - Szokol Péter                                           |
| 2003      | Szelíd Ben: A fekete arany        | Gentle Ben 2: Black Gold         | Cully                       | tévéfilm                                                                             |
| 2009      |                                   | War Wolves                       | Malick                      | tévéfilm                                                                             |
| 2011      |                                   | Tosh.0                           | John Kreese                 | 1 epizód                                                                             |
| 2015      | Gyilkos elmék                     | Criminal Minds                   | John Folkmore               | 1 epizód                                                                             |
| 2017      | A Goldberg család                 | The Goldbergs                    | karate szenszej             | 1 epizód                                                                             |
| 2018–2025 | Cobra Kai                         | Cobra Kai                        | John Kreese                 | - vendégszereplő (1. évad) - főszereplő (2. évadtól) - magyar hangja: - Epres Attila |

## Fordítás
- Ez a szócikk részben vagy egészben  a   Martin Kove című angol Wikipédia-szócikk ezen változatának fordításán alapul.  Az eredeti cikk szerkesztőit annak laptörténete sorolja fel. Ez a jelzés csupán a megfogalmazás eredetét és a szerzői jogokat jelzi, nem szolgál a cikkben szereplő információk forrásmegjelöléseként.